# Мак-Каллок, Уоррен
Уоррен Мак-Каллок (англ. Warren Sturgis McCulloch; 16 ноября 1898, Ориндж, Нью-Джерси, США — 24 сентября 1969, Кембридж, Массачусетс, США) — американский нейропсихолог, нейрофизиолог, теоретик искусственных нейронных сетей и один из основателей кибернетики.

## Биография
Учился в Колледже Хаверфорд, изучал философию и психологию в Йельском университете, где получил степень бакалавра искусств в 1921 году. Продолжил обучение в Колумбийском университете и получил степень магистра искусств в 1923 году. Получил звание доктора медицины в 1927 году в Колледже врачей и хирургов Колумбийского университета. Стажировался в en:Bellevue Hospital Center в Нью-Йорке, пока не вернулся к университетским занятиям в 1934 году. Работал в Лаборатория нейрофизиологии Йельского университета с 1934 по 1941 года, после перевёлся на Факультет психиатрии Иллинойсского университета в Чикаго.
Был активным участником первой группы кибернетиков «Проект человек-машина», неофициально созданной в ходе конференции в Нью-Йорке для работы в форме семинара по теме «Церебральное торможение» (Cerebral Inhibition Meeting, 1942). Почётный председатель всех десяти конференций, проходивших с 1946 по 1953 года с участием членов группы кибернетиков (всего около 20 человек). Мак-Каллок был профессором психиатрии и физиологии в университете штата Иллинойс и занимал ответственную должность в Научно-исследовательской лаборатории электроники Массачусетского технологического института.
Вместе с молодым исследователем Уолтером Питтсом заложил базу для последующего развития нейротехнологий. Его принципиально новые теоретические обоснования превратили язык психологии в конструктивное средство описания машины и машинного интеллекта. Одним из способов решения подобных задач было выбрано математическое моделирование человеческого мозга, для чего потребовалось разработать теорию деятельности головного мозга. Мак-Каллок и Питс являются авторами модели, согласно которой нейроны упрощенно рассматриваются как устройство, оперирующее двоичными числами. Заслуга Мак-Каллок и Питтса состоит в том, что их сеть из электронных «нейронов» теоретически могла выполнять числовые или логические операции любой сложности. Мак-Каллок много лет занимался искусственным интеллектом и сумел найти общий язык с мировой общественностью в вопросе о том, каким образом машины могли бы применять понятия логики и абстракции в процессе самообучения и самосовершенствования. Специалист по гносеологическим проблемам искусственного интеллекта.
Приоритет Мак-Каллока подтверждается публикацией таких статей, как «Логическое исчисление идей, имманентных в нервной деятельности» (1943), но после разрыва с Винером учёный оказался вне магистральных исследований кибернетики; при всём значительном вкладе, Мак-Каллок известен в меньшей степени по сравнению с Винером, Артуро Розенблютом и Джулианом Бигелоу.